# Roztyly
Roztyly – stacja linii C metra praskiego położona w dzielnicy Chodov, na terenie dawnej wsi Roztyly, wyburzonej pod budowę osiedla mieszkaniowego.
Otwarta została pod nazwą Primátora Vacka (na cześć pierwszego powojennego prezydenta Pragi Václava Vacka), obecna została nadana 22 lutego 1990 roku.